# Conogethes pluto
Conogethes pluto is een vlinder uit de familie van de grasmotten (Crambidae), uit de onderfamilie van de Spilomelinae. De wetenschappelijke naam van deze soort is voor het eerst voorgesteld als Omiodes pluto door Arthur Gardiner Butler in een publicatie uit 1887.
De soort komt voor in Myanmar, Thailand, de Solomonseilanden, Papoea-Nieuw-Guinea en Australië.